# Hiren's boot CD
Hiren's boot CD és un CD autònom amb seqüència d'arrencada múltiple, que conté utilitats per resoldre avaries d'arrencada a les computadores. És útil quan el sistema operatiu primari no és capaç d'iniciar-se perquè el sector zero o MBR del disc dur o de la unitat d'estat sòlid no està escrit correctament o ho ha perdut. El Hiren's Boot CD té una llista extensa de programes. Les utilitats amb funcionalitat similar en el disc s'agrupen en menús i encara que semblen redundants, posseeixen diferències entre elles que les fan complementàries. En les últimes versions inclou:
- Mini XP (amb connexió a xarxa per cable i sense fil)
- Proves del funcionament del sistema.
- Programes de particionament
- Programes de còpies de seguretat
- Reproductors multimèdia.
- Gestor del master boot record.
- Eines del BIOS.
- Canvi o eliminació de contrasenyes en l'equip.
- Programes de recuperació de dades.
- Antivirus i AntiMalware general.

## Legalitat
Hiren's BootCD es considera Warez i constitueix una infracció del copyright segons els propietaris d'alguns programes. Tot i que conté un 95% de programes d'ús lliure i abandonware, conté també programes amb copyright de Microsoft o altres companyies, per la qual cosa s'ha de tenir en compte que en ser usat es pot infringir la llei de propietat intel·lectual (a causa de la significativa quantitat de programes llicencia propietària). Això fa que el disc sigui il·legal en alguns països.
No obstant això, a partir de la versió 10.6, s'han vingut eliminant tots els programes amb copyright, sent substituïts per uns altres d'ús lliure, la qual cosa ha generat una versió alterna trucada Restored Edition, que torna a incorporar les eines amb copyright eliminades per l'autor original.
Actualment en la versió 15.1 només consten com warez els següents programes inclosos en el paquet:
- Mini Windows XP
- DOS Tools (Eines de Microsoft com chkdsk, compressor cab, etc..)

La resta d'aplicacions són totes lliures o gratuïtes.

## Alternatives
Encara que Hiren's Boot CD és un compendi de programes complet, es tracta d'una col·lecció amb alguns programes de llicència privativa i abandonware en la seva gran majoria. Les últimes versions solien incloure programes privatius obsolets, com Norton Partition Magic l'última versió dels quals és de 2005 i solia causar problemes. Afortunadament s'han substituït per la suite Live CD Parted Magic, podent executar les aplicacions anteriors per paquets individuals sota pròpia responsabilitat, però no inclòs en el paquet estàndard.
Existeixen altres alternatives lliures i gratuïtes, les distribucions de Linux. La majoria d'aquestes distribucions inclouen una versió Live CD juntament amb el disc d'instal·lació i inclouen un conjunt de programes, que freqüentment poden ser destinats a les mateixes tasques que els programes de Hiren's Boot CD. Per exemple, GParted és útil per fer tasques sobre particions de les unitats d'emmagatzematge.